# Stadthallengarten (Görlitz)
Het Stadthallengarten (ook wel Stadthallenufer) is een park in het Duitse stad Görlitz. Het park is een onderdeel van het Brückenpark, een door de Europese Unie gefinancierd project waarin vier bestaande parken in de Duitse stad Görlitz en Poolse stad Zgorzelec zijn opgenomen. De parken liggen aan weerszijden van de grensrivier de Neisse.
Het park is bosrijk, beschikt over enkele fonteinen, een concerttuin met een paviljoen, standbeelden en een terrastuin uit DDR-tijd. Ten noorden van het park ligt de voormalige schietbaan uit 1531 die gesloopt werd in 1970. Er bevond zich hier een voetgangersbrug met staalboogconstructie over de Neisse.
Aan de noordkant is het park verbonden met het Uferpark en aan de westkant met het Stadtpark. Het park werd aangelegd in 1910 en voltooid in 2018.